# Pro Sanitate díj
A Pro Sanitate díj az egészségügyi ellátás érdekében kifejtett kiemelkedő szakmai vagy közszolgálati tevékenységért évente legfeljebb 100 fő részére adományozható, mellyel emlékérem, oklevél és pénzjutalom jár. A díjjal együtt járó pénzjutalom összege a tárgyév január 1-jén érvényes köztisztviselői illetményalap hatszorosa. Kivételesen indokolt esetben külföldi állampolgárságú személynek is adományozható.
A pénzjutalmat a minisztériumban és a minisztérium felügyelete alá tartozó intézményben foglalkoztatott kitüntetett esetében annak a szervezetnek a terhére kell kifizetni, amely a kitüntetettet foglalkoztatja, illetve amely a kitüntetésre javaslatot tett, egyébként a pénzjutalom kifizetése a minisztérium költségvetési kerete terhére történik meg.
A díjak kiosztására egy évben többször is sor kerülhet, de csak adott napokon:
a) Semmelweis Ignác születése napja (július 1.),
b) Batthyány-Strattmann László születése napja (október 28.),
c) március 15-e és október 23-a,
d) a Fogyatékosok Világnapja (december 3.),
e) a Szociális Munka Napja (november 12.),
f) a Nemzetközi Családi Nap (május 15.),
g) egyéb kiemelkedő szakmai esemény.

## Díjazottak

### 2006
- Bártfai Antalné, a Tiszaújvárosi Önkormányzat Városi Rendelőintézetének csoportvezető laboratóriumi asszisztense (március 15.)
- Kiss Ákos Levente, a Borsod-Abaúj-Zemplén Megyei Kórház és Egyetemi Oktató Kórház, Miskolc Gyermeksebészeti Osztályának osztályvezető főorvosa (március 15.)
- Kuberka Zoltán, a budapesti Gyógyír XI. Kht. XXII. Kerületi Tüdőgondozó Intézet vezető főorvosa (március 15.)
- Mádai Szilvia, a budapesti MaMMa Egészségügyi Rt. elnöki tanácsadója (március 15.)
- Mátéffy Imréné, Budajenő Községi Önkormányzat Védőnői Szolgálatának védőnője (március 15.)
- Mezőfi Miklós, a Fővárosi Önkormányzat Szent Imre Kórház orvosigazgatója, a Sürgősségi Betegellátó Centrum vezetője (március 15.)
- Mudri Imre István, Levelek nagyközség önkormányzatának I. számú háziorvosi körzet háziorvosa (március 15.)
- Rednik András, a Veszprém Megyei Önkormányzat Csolnoky Ferenc Kórház-Rendelőintézet Veszprém, I. számú Belgyógyászati Osztály osztályvezető főorvosa (március 15.)
- Rézműves Judit, az Egészségügyi Minisztérium Nemzetközi és Európai Ügyek Főosztályának szakmai tanácsadója (március 15.)
- Schmelczer Matild, a Pécsi Tudományegyetem Általános Orvostudományi Kar II. számú Belgyógyászati Klinika és Nephrológiai Centrum osztályvezető klinikai szakfőorvosa (március 15.)
- Selmeci Lászlóné Antal Magda, az Országos Élelmiszerbiztonsági és Táplálkozástudományi Intézet Táplálkozás-egészségügyi Főosztály főosztályvezető főorvosa (március 15.)
- Szabolcsi Judit, egyetemi adjunktus, a Semmelweis Egyetem Általános Orvostudományi Kar II. számú Gyermekgyógyászati Klinika Kardiológiai Osztályának vezetője (március 15.)
- Vadnai Marianna, a Fővárosi Önkormányzat Nyírő Gyula Kórház I. számú Belgyógyászati Osztály osztályvezető főorvosa (március 15.)
- néhai Vangel Róbert, a makói Dr. Diósszilágyi Sámuel Kórház-Rendelőintézet Műtétes Mátrix Osztályának osztályvezető főorvosa (március 15.)
- dr. Ozsvár Zsófiának, az infektológia osztályvezető főorvosa (április 21.)

### 2007
- Dr. Durst János főiskolai tanár, Semmelweis Egyetem-ETK Népegészségtani Intézet

### 2010
- Bákányné Zsoldos Aranka a Szabolcs-Szatmár-Bereg Megyei Jósa András Oktató Kórház gyógytornásza
- Farkas Györgyné a Budapest XII. ker. Hegyvidéki Önkormányzat GESZ Védőnői Szolgálat körzeti védőnője
- Dr. Hársing Judit a Semmelweis Egyetem Általános Orvostudományi Kar Bőr-, Nemikórtani és Bőronkológiai Klinika klinikai főorvosa
- Kalocsai Istvánné a siroki Humán Praxis Háziorvosi Betéti Társaság háziorvosi ápolója
- Kovácsné dr. Régi Erzsébet a várpalotai Városi Kórház Krónikus Belgyógyászati Osztályának osztályvezető főorvosa
- Dr. Popa Delia a Békés Megyei Önkormányzat Pándi Kálmán Kórház Rendelőintézet főorvosa
- Dr. Rakonczai Ervin a salgótarjáni Szent Lázár Megyei Kórház I. számú Belgyógyászati Osztályának osztályvezető főorvosa
- Siegler Zsuzsanna a Magyarországi Református Egyház Bethesda Gyermekkórház Neurológiai Osztályának EEG laboratórium-vezető főorvosa
- Dr. Szathmári Erzsébet a Kenézy Kórház Rendelőintézet Egészségügyi Szolgáltató Nonprofit Kft. csecsemő- és gyermekgyógyász főorvosa
- Szalamanov Georginé a Transzplantációs Alapítvány a Megújított Életekért Kuratóriumának elnöke

### 2011
Az ajkai vörösiszap katasztrófa elhártása során végzett munkájukért:
- Dr. Czirner József – az Országos Mentőszolgálat Közép-dunántúli Regionális Mentőszervezetének regionális orvos-igazgatója,
- Dr. Faludi Gábor – az Országos Tisztifőorvosi Hivatal Gyorsreagálási Csoport főosztályvezetője,
- Dr. Ferencz Judit – Devecser város vállalkozó háziorvosa,
- Gramantik Péter – az Országos Tisztifőorvosi Hivatal Gyorsreagálási Csoport főosztályvezető-helyettes,
- Kajtárné Dr. Kanizsai Judit – Veszprém Megyei Kormányhivatal Népegészségügyi Szakigazgatási Szerve Ajkai Kistérségi Népegészségügyi Intézetének kistérségi tiszti főorvosa,
- Kiss Attila – az Országos Mentőszolgálat Közép-dunántúli Regionális Mentőszervezete mentőszervezet vezető mentőtisztje,
- Dr. Müller Cecília Györgyi – a Fejér Megyei Kormányhivatal Népegészségügyi Szakigazgatási Szerve megbízott megyei tiszti főorvosa.

### 2012
Kiemelkedő szakmai tevékenysége elismeréseként elismerésben részesült:
- Babonits Tamásné, a Péterfy Sándor utcai Kórház- Rendelőintézet és Baleseti Központjának ápolási igazgatója,
- Czecze Jánosné, a Debreceni Egyetem Orvos- és Egészségtudományi Centrum Gyermekgyógyászati Intézet Neonatológiai Nem Önálló Tanszékének vezető csecsemő ápolója,
- Dr. Cs. Tóth Zoltán, Kevermes Nagyközség I. számú körzetének családorvosa,
- Dr. Daoud Salim, a Magyarországi Református Egyház Bethesda Gyermekkórháza Radiológiai Osztályának osztályvezető főorvosa,
- Dohnál Erika, a Gottsegen György Országos Kardiológiai Intézet szervezési és minőségügyi igazgatója,
- Eszesné Dr. Podlovics Ágota, a Budapest Főváros XI. kerületi Gyógyír XI. Nonprofit Kft. reumatológus főorvosa,
- Dr. Gasztonyi Beáta Ph.D., a Zala Megyei Kórház Belgyógyászati Osztályának osztályvezető főorvosa,
- Dr. Kis Éva, a Semmelweis Egyetem Általános Orvostudományi Kara I. számú Gyermekgyógyászati Klinikájának egyetemi docense,
- Dr. Lugasi Andrea, az Országos Élelmezés- és Táplálkozástudományi Intézet főigazgató-helyettese,
- Miklósyné Bertalanfy Mária, a Győr Megyei Jogú Város Önkormányzata Polgármesteri Hivatala Humánpolitikai Főosztályának vezető főtanácsosa,
- Dr. Pákozdy János László, a Veszprém Megyei Csolnoky Ferenc Kórház Nonprofit Zrt. volt főigazgatója, a Baleseti Sebészeti és Ortopédiai Osztály főorvosa,
- Petrovicsné Cseh Lujza, az Országos Onkológiai Intézet humánpolitikai igazgatója,
- Dr. Prugberger Emil. a Sárvár Önkormányzati Kórház tüdőgyógyász főorvosa,
- Dr. Rédl Jenő, a Jász-Nagykun-Szolnok Megyei Hetényi Géza Kórház- Rendelőintézet Nephrológiai Osztályának osztályvezető főorvosa,
- Dr. Schmelczer Matild, a Pécsi Irgalmasrendi Kórház orvos-igazgatója,
- Dr. Schreithofer Lajos, a Magyar Imre Kórház Baleseti Sebészeti Osztályának főorvosa, traumatológia-ortopédia szakorvos,
- Dr. Veres Éva, a Heim Pál Gyermekkórház- Rendelőintézet Neurológiai Osztályának főorvosa,
- Dr. Zováth Erzsébet, a Budapest XII. kerület Hegyvidék, Böszörményi út 42. számú Gyermekrendelő házi gyermekorvosa.

### 2017
Az egészségügyi ellátás érdekében kifejtett kiemelkedő szakmai tevékenysége elismeréseként 2017-ben alábbiak nyerték el a díjat:
- Árki Kornél, a Nemzeti Egészségbiztosítási Alapkezelő informatikai főigazgató-helyettese,
- Dr. Bíró Attila István, a Jászberényi Szent Erzsébet Kórház Traumatológiai Osztály osztályvezető főorvosa,
- Dr. habil. Bitó Tamás PhD, a Szegedi Tudományegyetem Általános Orvostudományi Kar Szülészeti és Nőgyógyászati Klinika egyetemi adjunktusa,
- Dr. Bogár Judit, a Bajai Szent Rókus Kórház szemész főorvosa,
- Dr. Boros Erzsébet, az Országos Orvosi Rehabilitációs Intézet osztályvezető főorvosa, az Orvosi Rehabilitáció és Fizikális Medicina Magyarországi Társaságának elnöke,
- Dr. Bozsik Erzsébet, az Országos Gyógyszerészeti és Élelmezés-egészségügyi Intézet nyugalmazott főosztályvezető-helyettese,
- Dr. Budai László, a gyöngyösi Bugát Pál Kórház Sebészeti Osztályának vezető főorvosa,
- Büki Krisztina, a Budapest XI. kerületi Szent Kristóf Szakrendelő területi védőnője,
- Dr. Csernyi Anna, a Somogy Megyei Kormányhivatal Egészségbiztosítási Osztály egészségügyi szakértője, házi gyermekorvos,
- Dr. Éryné Dr. Kovács Magdolna, az Országos Orvosi Rehabilitációs Intézet főorvosa,
- Dr. Farkas Marianna, a Nemzeti Egészségbiztosítási Alapkezelő Általános Finanszírozási Főosztály főosztályvezetője,
- Dr. Káposzta Rita Kinga, a Debreceni Egyetem Klinikai Központ Gyermekgyógyászati Intézet tanszékvezető egyetemi docense,
- Dr. Karácson János, háziorvos, foglalkozás-egészségügyi szakorvos,
- Dr. Kovalcsik István Ferenc, a kecskeméti RES SANITARIA Betegségmegelőző, Gyógyító Bt. Házi gyermekorvosa,
- Dr. Köles József, a hatvani Albert Schweitzer Kórház- Rendelőintézet nyugalmazott osztályvezető főorvosa,
- Dr. Lippai Zoltán, a Budapest X. kerületi Bajcsy-Zsilinszky Kórház és Rendelőintézet osztályvezető főorvosa,
- Dr. Markó László, a Bács-Kiskun Megyei Kórház sebész és klinikai onkológus főorvosa,
- Miklósné Magyar Mária, a Szabolcs-Szatmár-Bereg Megyei Kórházak és Egyetemi Oktatókórház gyógytornásza,
- Dr. Papp Erzsébet, a Somogy Megyei Kaposi Mór Oktató Kórház orvosigazgatója, osztályvezető főorvos,
- Dr. Péter Lívia, a Jász-Nagykun-Szolnok Megyei Hetényi Géza Kórház- Rendelőintézet főorvosa,
- Dr. Schmidt Béla, a Pécsi Tudományegyetem Egészségtudományi Kar Fizioterápiás és Sporttudományi Intézet főiskolai tanára,
- Soós Magdolna, a nagykőrösi MAGDALA Bt. otthonápolási szolgálat vezetője,
- Dr. Szereday Ildikó, a Jász-Nagykun-Szolnok Megyei Hetényi Géza Kórház- Rendelőintézet Tüdőgyógyászati Szakrendelés és Gondozó vezető főorvosa,
- Dr. Tóth Gábor Péter, a Kaposvári Egyetem Egészségügyi Központ radiológus szakorvosa,
- Dr. Vajda Ágota Emőke, a Budapest XII. Kerületi Polgármesteri Hivatal, Családorvosi Rendelő családorvosa,
- Varga Sándor, a Nagykőrösi Rehabilitációs Szakkórház és Rendelőintézet műszaki előadója.

### 2022
Az egészségügyi ellátás érdekében kifejtett kiemelkedő szakmai vagy közszolgálati tevékenysége elismeréseként 2022-ben alábbiak nyerték el a díjat:
- Enk Zsuzsanna háziorvos
- Földes Krisztina gyermekorvos
- Lőrincz Ádám, a Debreceni Egyetem traumatológusa

## Külső hivatkozások
- 33/2003. (V. 27.) ESzCsM rendelet